# Белангревил (Приморска Сена)
Белангревил (фр. Bellengreville) насеље је и општина у северној Француској у региону Горња Нормандија, у департману Приморска Сена која припада префектури Дјеп.
По подацима из 2011. године у општини је живело 455 становника, а густина насељености је износила 59,32 становника/km². Општина се простире на површини од 7,67 km². Налази се на средњој надморској висини од 29 метара (максималној 132 m, а минималној 17 m).

## Демографија
| 1962. | 1968. | 1975. | 1982. | 1990. | 1999. | 2011. |
| ----- | ----- | ----- | ----- | ----- | ----- | ----- |
| 257   | 278   | 313   | 377   | 404   | 397   | 455   |

График промене броја становника у току последњих година